# Linia kolejowa Vouvant – Saint-Christophe-du-Bois
Linia Kolejowa Vouvant - Cezais – Saint-Christophe-du-Bois – lokalna francuska linia kolejowa o długości 72.173 km. Biegnie z Vouvant do Saint-Christophe-du-Bois położonego na południowy zachód od miasta Cholet.

## Trasa
Linia Vouvant – Saint-Christophe-du-Bois rozpoczyna się w Vouvant stamtąd biegnie do Cezais później do większej miejscowości Chantonnay, gdzie znajduje się dworzec Gare de Chantonnay. Następnie linia przekracza granicę departamentu Wandea z departamentem Maine i Loara i kończy się w Saint-Christophe-du-Bois.